# Альфонсо, Педро
Педро Альфонсо (лат. Petrus Alphonsi; ок. 1062, Уэска — ок. 1140) — испанский врач, писатель, астроном и полемист. Арагонский еврей, крещёный в 1106 году.

## Биография
Его точная дата рождения неизвестна; он родился в XI веке в Уэске, когда город ещё был частью мусульманской Испании. Он принял христианство и был крещён в Уэске 29 июня 1106 года. Имя «Педро Альфонсо» он взял себе в честь святого Петра и короля Арагона Альфонсо I, который был его крёстным отцом и покровителем.
К моменту обращения в христианство он уже занимал видное положение и хорошо разбирался в христианском, исламском и иудейском богословии. Известен тем, что активно участвовал в антииудейских богословских спорах.

## Труды
Слава Альфонсо основывается главным образом на коллекции из тридцати трех рассказов, составленных на латыни в начале XII века. Эта работа представляет собой сборник восточных сказок морализирующего характера, переведенных с арабского языка. Некоторые из сказок, на которые он опирался, были из сказок, позже включенных в «Арабские ночи».
Dialogus contra Iudaeos крещённого еврея Педро Альфонсо, написанный в 1109/1110 годах, имеет ряд необычных для своего времени характеристик, поскольку, хотя он и возвращается к традиционным литературным формам и стратегиям, он комбинирует их по-новому. Незадолго до Педро Альфонсо последователь Ансельма Кентерберийского Гилберт Криспин написал Disputatio inter Iudeum et Christianum, но остаётся неясным, знал ли Педро Ансельма и его школу. Вымышленный диалог происходит между двумя «я» одного и того же человека, новообращенного Петруса Альфонса, бывшего Моисея Иудейского.

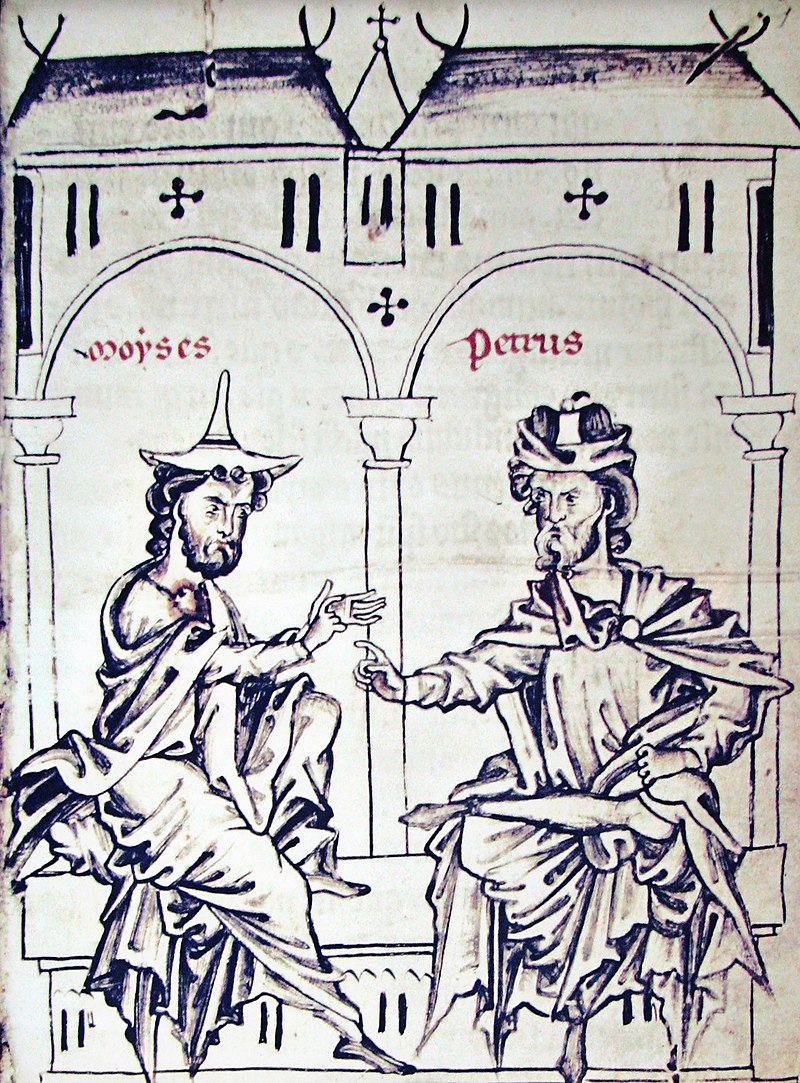
Диалог между иудеем Моисеем, изображённым в специальном еврейском колпаке, и христианином Петром, бельгийская рукопись, XIII век

Этот диалог знаменует новый и важный этап в истории еврейско-христианских интеллектуальных отношений. Отмечается введение автором талмудического материала в христианский дискурс об иудаизме, его акцент на доказательстве своих положений посредством рациональной аргументации (sola ratione). Если ранее христиане утверждали, что евреи слепо следуют старому Закону, то Петрус выдвинул другую идею, что евреи заменили его на новый и еретический закон — закон Талмуда. По его мнению, лидеры иудеев сознательно и преднамеренно сбивают свою паству с пути истинного, намеренно лгут, чтобы скрыть свой грех убийства Христа, несмотря на то, что, согласно Петрусу, они знают, что он был Сыном Божьим. Петрус утверждал, что Талмуд был написан, чтобы не дать еврейскому народу увидеть, что Иисус был Сыном Божьим.